# Anopheles minimus
Anopheles minimus es una especie de mosquito del género Anopheles, de la familia Culicidae, orden Diptera. Fue descrita por Theobald en 1901.
Se distribuye por Nepal, Filipinas, Camboya, China, India, Vietnam, Indonesia, Tailandia, Birmania y Malasia. Fue publicada en Theobald, F.V. (1901). A monograph of the Culicidae or mosquitoes. Volume 1. British Museum (Natural History), London. xviii+424 pp. [1901.11.23].